# 奈良岡朋子
奈良岡 朋子（ならおか ともこ、1929年〈昭和4年〉12月1日 - 2023年〈令和5年〉3月23日）は、日本の女優、声優、ナレーター。劇団民藝の代表を務めた。父は洋画家の奈良岡正夫。

## 来歴・人物

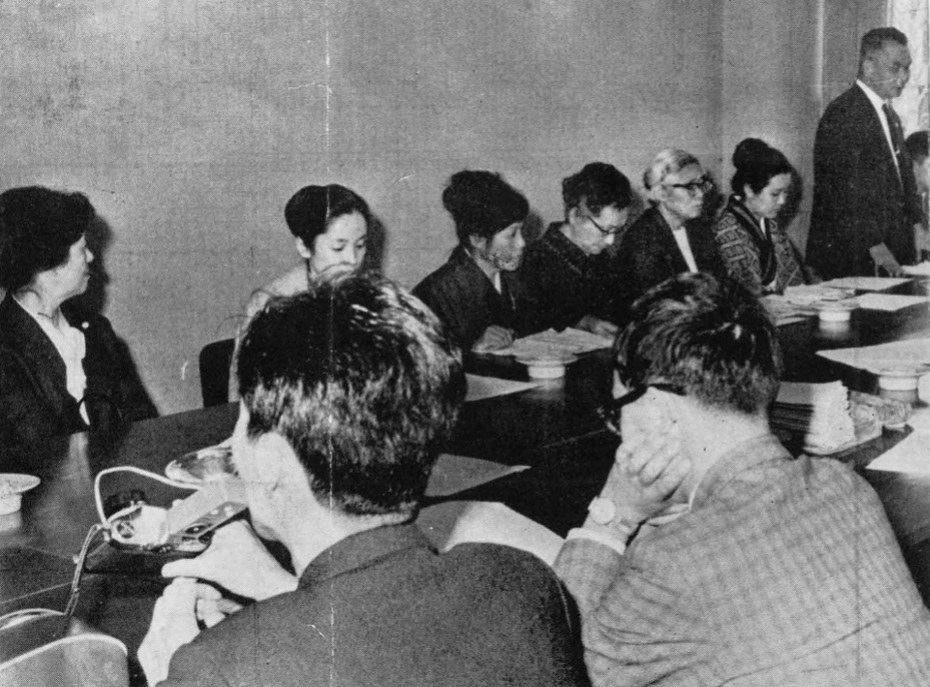
1964年11月30日、徳島ラジオ商殺し事件で有罪判決が確定した冨士茂子の無実をはらすため、池田みち子、市川房枝、大原富枝、神近市子、北林谷栄、小夜福子、瀬戸内晴美、奈良岡朋子、三宅艶子、由起しげ子ら10人は「徳島事件の公正裁判を要請するアピール」を行った。また同日、仮出所の嘆願書を提出した。写真は左から、三宅、奈良岡、大原、神近、市川、瀬戸内。

東京府東京市本郷区駒込（現：東京都文京区）で生まれる。父・正夫の影響で、子供の頃から絵を描いていた。東京府立第一高等女学校（現・東京都立白鷗高等学校・附属中学校）在学中の1945年に父の故郷である青森県弘前市へ疎開し、青森県立弘前中央高等学校を卒業。
1951年、女子美術大学洋画科を卒業する。「女優にならなければ医者になろう、と学生時代は考えていた」と『人生は三百六十五歩のマーチ』（BSフジ、2020年3月7日放送）のゲストトーク内で話している。大学時代は油絵を描いていた。
芝居を選択したのは学生の部活で「舞台装置をやろう」と思い、装置を描いていた。しかし、役者が足りないため、狩りだされていたが、活字は色々読んでいた。学生の頃に歌舞伎、新派、新国劇ばかり観ていたが、新劇は観たことはなかった。部で翻訳劇をやらなくてはならなくなり、「何見たら参考になるんだ」というため、民衆芸術劇場のフリードリヒ・フォン・シラー作の『たくみと恋』で初めて芝居を観に行った。観に行っていたところパンフレットの後ろに出ていた「研究生、養成所生募集」を見つけてこの試験を受けに行ったという。
大学在学中の1948年、民衆芸術劇場付属俳優養成所に1期生で入所し、同年の『女子寮記』の寮生役が初舞台となる。
1950年、劇団民藝創設に参加し、旗揚げ公演の『かもめ』に小間使役で出演。
1954年の『煉瓦女工』で初めて主役を演じ、『イルクーツク物語』のワーリャ役、『奇跡の人』のサリバン役などに出演し、劇団の中堅女優として活躍した。
宇野重吉、滝沢修の死後は大滝秀治と劇団共同代表を務め、法人の代表権は大滝が持ち奈良岡は取締役を担った。大滝の没後は劇団と法人の代表を務めていた。
2005年から2006年にかけ、『ドライビング・ミス・デイジー』で無名塾の仲代達矢と共演を果たした。
「舞台の合間に受けられる仕事なら」との条件でテレビドラマや映画にも出演。橋田壽賀子脚本作品にはナレーターとして頻繁に起用されていた（『おんな太閤記』『渡る世間は鬼ばかり』などの例外もある）。橋田の盟友である石井ふく子プロデュース作品にも演者・ナレーターとして起用されていた。
洋画吹替えでは、ジャンヌ・モローやキャサリン・ヘプバーンを担当した。
父の影響で幼い時から絵筆に親しんでいた。しかし、大学在籍中の奈良岡が民衆芸術劇場付属俳優養成所を受験して合格したことに対して、父は快く思わず「役者を目指すと宣言した時、愛用の絵の具を父親に取り上げられた。趣味で絵をやるのはオレが許さんという訳だったのでしょう」とスポーツニッポンの取材に明かしたこともあった。愛煙家でもあり、大好きなパチンコが趣味でもあった。
晩年は、原爆投下後の広島を描いた井伏鱒二作『黒い雨』の朗読劇をライフワークとした。
2023年3月23日午後10時50分、肺炎のため、東京都内の病院で死去。93歳没。生涯独身だった。葬儀は同月26日に近親者のみで執り行われ、姪で劇団民芸演出家である丹野郁弓が喪主を務めた。なお、故人の意向によりお別れの会は執り行われなかった。

## 交友関係
奈良岡は宇野重吉、杉村春子、石原裕次郎、美空ひばりの故人4人の名を挙げ、生前にメッセージを残していた。
新たな旅が始まりました。旅好きの私のことです、未知の世界への旅⽴ちは何やら⼼が弾みます。
向こうへ着いたらすぐに宇野さん（宇野重吉）を訪ねます。もう⼀度あの厳しい演出を受けたいと⻑い間願ってきました。でもね、宇野さん、私はあなたよりずっと⻑く⽣きて経験を積んできましたからね、昔のデコ（奈良岡の愛称）じゃないですよ。「デコ、お前ちっとましになったな」と⾔われたくてこれまで頑張ってきたんですから。腕が鳴ります。
杉村先⽣（杉村春子）とももう⼀度同じ舞台を踏みたかった。どんな役でもいいからご⼀緒したい。ワクワクします。
両親に挨拶するのは⼆、三本舞台をやって少し落ち着いてからにします。それからは裕ちゃん（石原裕次郎）や和枝さん（美空ひばり）と思いっきり遊びます。これが別れではないですよ。いつかはまたお会いできますからね。
それでは⼀⾜お先に失礼します。皆さまはどうぞごゆっくり…—奈良岡朋子

きっぷのよさから多くの芸能人に慕われ、交友関係が広かった。石原裕次郎は「最も尊敬していた女優」として大先輩の奈良岡を挙げ、藤堂俊介係長（ボス）役で出演していた裕次郎が勇退した後の『太陽にほえろ!PART2』で篁朝子係長（ボス）役として出演し、共演もしている（192話「2・8・5・6・3」等）。ほか、木曜スペシャル枠で放送された『石原軍団INハワイ』にも石原軍団と同一待遇で出演している。
宇野重吉に鍛えられ、滝沢修と文学座の杉村春子を師と仰いだ。杉村とは1974年の舞台共演や『おんなの家』シリーズでの共演が縁となり、生涯にわたって実妹のようにとても可愛がってもらった。奈良岡は「杉村先生は文学座、私は劇団民藝と別の劇団でありながら、文学座の方たちに申し訳ないと思うくらい手取り足取り教えていただきました」と述べている。杉村の生前時には「私のことは春ちゃんと呼んでいいのよ」とよく言われていたが、「恐れ多くも杉村先生に対してそのようなことは言えなかった」と語っていた。
美空ひばりとは、ひばりの母公認の仲であり、愛称の「御嬢」ではなく、敬称を付けずに本名の「和枝」と呼べた唯一の大親友であった。プライベートでも特に親交が深かったそうで、岸本加世子をひばりに引き合わせたのが太地喜和子と奈良岡である。1986年にTBS系（中部日本放送制作）のトーク番組だった『すばらしき仲間』の対談収録後に、奈良岡の自宅へ太地と岸本が訪問して、飲食前にサイドボードにひばりの千社札を貼った焼酎を見つけた太地が奈良岡に「御嬢へ連絡して今から会えないって誘ってみようよ」と話し、奈良岡がひばりの自宅に電話をかけて呼び出した後に、奈良岡と太地の元へ訪れたのがきっかけだった。その後、奈良岡と二人でひばりの楽屋へ訪問して交流が始まると、ひばりは岸本に『お姉ちゃん』と呼ばせて実妹のように亡くなるまで可愛がっていた。岸本自身も「ひばりさんには奈良岡さんの自宅で初めてお会いした日からお亡くなりになるまでの3年間の間、個人的に気に入られて大変可愛がっていただいた」とNHKのひばり特集の番組内や2023年7月のmagacolインタビューなどでたびたび語っている。
奈良岡とひばりが親友になったきっかけは、ひばりの出演番組に奈良岡がナレーションで参加後、ひばりの元へ花束を持って駆けつけたところ、お互い初対面だったがひばりが奈良岡の自宅へ今から訪問したいと言い出し、奈良岡が了承して当日の深夜まで自宅で飲食を楽しんだのが始まりだった。「泊まりたい」とひばりが言った後に「今日は帰宅しなさい」と奈良岡が注意して帰宅後の翌日にひばりの母親がお礼の電話をかけてきた会話内で「御嬢があなたのことを非常に気に入ったそうで御嬢を注意してくれる人も周りにはいないので、是非とも友達になってもらえないか。」と言われたが、奈良岡は「天下の美空ひばりとではなく一個人の加藤和枝とならお付き合いします。」との返事がきっかけとなりその後ひばりが亡くなるまで長年の交流になった。
見込んだ相手と本音で付き合うことから広がり、八千草薫、池内淳子、草笛光子とはプライベートで「女の会」というグループを結成。若尾文子、加藤治子、赤木春恵、乙羽信子、麻生美代子、山岡久乃、森光子との親交も深かった。NHK連続テレビ小説『水色の時』で共演した大竹しのぶは実の娘のように接した。
田宮二郎は実姉のように慕っており、自殺の際に奈良岡宛てに遺書を残している。
黒柳徹子ともデビュー時より長期間親交が深く、定期的に『徹子の部屋』にも出演しているほか、父の作品を進呈したこともある。奈良岡が没した2023年7月31日放送分の『徹子の部屋』には劇団民藝の後輩の日色ともゑが出演し、先述の生前メッセージを朗読するなど奈良岡を追悼した。
沢田研二の大ファンである。

## 受賞歴
- 芸術祭賞奨励賞（1963年）
- 紀伊国屋演劇賞（1970年）
- 第8回放送批評家賞（ギャラクシー賞）（1971年）
- 菊田一夫演劇賞（1981年）
- 紫綬褒章（1992年）
- 勲四等宝冠章（2000年）
- 第10回日本映画批評家大賞功労賞（2000年）[17]
- 第44回ブルーリボン賞助演女優賞（2001年）
- 第25回日本アカデミー賞優秀助演女優賞（2001年）
- 芸術祭賞大賞（2005年）
- 毎日芸術賞（2006年）
- 読売演劇大賞
  - 優秀女優賞（2007年）
  - 芸術栄誉賞（2016年）[18]
- 川崎市文化賞（2014年）

## 出演作品（女優）

### 映画
- 痴人の愛（1949年、大映） - 娘・初子 役
- 原爆の子（1952年、近代映画協会） - 咲江 役
- 混血児（1953年、蟻プロ） - 小野さん 役
- 縮図（1953年、近代映画協会）
- 女の一生（1953年、近代映画協会）
- どぶ（1954年、近代映画協会）
- 東京の空の下には （1955年、日活） - 美容師のマサ子 役
- ここに泉あり（1955年、中央映画） - 看護婦 役
- 狼（1955年、近代映画協会） - 十二号の看護婦 役
- 由起子（1955年、中央映画） - 女中・きく 役
- こころ（1955年、日活） - 女中・粂 役
- 石合戦（1955年、民藝） - お君 役
- 病妻物語 あやに愛しき（1956年、民藝） - 妹澄代 役
- 夜あけ朝あけ（1956年、民藝） - 小学校の先生 役
- 夜の鼓（1958年、現代ぷろだくしょん） - 女中・おりん 役
- 荷車の歌（1959年、全国農村映画協会） - コムラ 役
- 祈るひと（1959年、日活） - 清水看護婦 役
- 俺は淋しいんだ（1959年、日活） - マダム 役
- 世界を賭ける恋（1959年、日活） - 村岡さち子 役
- 豚と軍艦（1961年、日活） - ホテル「チェリィ」の女将 役
- どじょっこの歌（1961年、日活） - 吉野婦長 役
- 抜き射ち風来坊（1962年、日活） - 前原由紀 役
- 煙の王様（1963年、日活） - 百々山加代 役
- 風の視線（1963年、松竹） - 妻・英子 役
- 光る海（1963年、日活） - 花田看護婦 役
- 波浮の港（1963年、日活） - キク 役
- 香華（1964年、松竹） - 江崎の妻 役
- うず潮（1964年、日活） - 林ミノ 役
- 執炎（1964年、日活） - 母 役
- 怪談（1965年、東宝） - 関内の妹・鈴江 役[19]
- 証人の椅子（1965年、大映） - 葛西洋子 役
- 星と俺とできめたんだ（1965年、日活） - 雨宮道代 役
- 父と娘の歌（1965年、日活） - 母・ 妙子（故人） 役
- 私は泣かない（1966年）
- こころの山脈（1966年） - 西坂貞子 役
- おゆきさん（1966年、日活） - 「とめ八」の女将 役[注 2]
- 花と果実（1967年） - 村上富子 役
- 花の恋人たち（1968年） - つね 役
- 日本の青春（1968年、東宝） - 白坂美代 役
- 前科 ドス嵐（1969年、日活） - 千石三千 役
- 鉄火場慕情（1970年、日活）
- どですかでん（1970年、東宝） - お蝶 役
- 地の群れ（1970年、えるふプロ） - 家弓光子 役
- 甦える大地（1971年、石原プロ） - 岩下住子 役
- 朝霧（1971年、日活） - 潮田久子 役
- 海軍特別年少兵（1972年、東宝） - 栗本昌子 役
- はなれ瞽女おりん（1977年、表現社） - テルヨ 役
- 父よ母よ!（1980年、松竹） - 俊二の母 役
- 五番町夕霧楼（1980年、松竹） - 櫟田まさ 役
- 連合艦隊（1981年、東宝） - 本郷歌子 役[20]
- 夜叉（1985年、東宝） - 塙松子 役
- 男はつらいよ 寅次郎サラダ記念日（1988年、松竹） - 八重子
- 戦争と青春（1991年、松竹） - 清原咲子/李順益 役
- 息子（1991年、松竹） - 昭男の隣人 役
- 天河伝説殺人事件（1991年、同製作委員会） - 権藤綾 役
- 釣りバカ日誌シリーズ（松竹） - 鈴木久江 役
  - 釣りバカ日誌9（1997年）
  - 釣りバカ日誌10（1998年）
  - 釣りバカ日誌イレブン（2000年）
  - 釣りバカ日誌12 史上最大の有給休暇（2001年）
  - 釣りバカ日誌13 ハマちゃん危機一髪!（2002年）
  - 釣りバカ日誌14 お遍路大パニック!（2003年）
  - 釣りバカ日誌15 ハマちゃんに明日はない!?（2004年）
  - 釣りバカ日誌16 浜崎は今日もダメだった♪♪（2005年）
  - 釣りバカ日誌17 あとは能登なれ ハマとなれ!（2006年）
  - 釣りバカ日誌18 ハマちゃんスーさん瀬戸の約束（2007年）
  - 釣りバカ日誌19 ようこそ!鈴木建設御一行様（2008年）
  - 釣りバカ日誌20 ファイナル（2009年）
- 鉄道員（1999年、東映） - 加藤ムネ 役
- ホタル（2001年、東映） - 山本富子 役
- 半落ち（2004年、東映） - 高木ひさ江 役
- RAILWAYS 49歳で電車の運転士になった男の物語（2010年） - 筒井絹代 役
- まほろ駅前狂騒曲（2014年）
- おかあさんの木 （2015年、東映） - 坂井サユリ 役
- たたら侍（2017年、LDH PICTURES） - 三洲穂 役
- 高津川（2019年） - 斉藤絹江 役
- 土を喰らう十二ヵ月（2022年、日活） - チエ 役[21]

### テレビドラマ
- プレイハウス / 恋愛ダービー（1957年、NHK総合）
- 東芝日曜劇場 （TBS）
  - 第48話「ぶっつけ本番」（1957年）
  - 第325話「河豚」（1963年）
  - 第539話「影絵の女」（1967年）
  - 第570話「子守唄由来」（1967年）
  - 第573話「夜の波」（1967年）
  - 第583話「瞽マチ子」（1968年）
  - 第668話「遠き日の唱歌」（1969年）
  - 第686話「海はあおいか」（1970年）
  - 第710話「友、遠方より」（1970年） - おせん 役
  - 第712話「酒場の扉」（1970年）
  - 第723話「下町の女 その1」（1970年） - 小村いね 役
  - 第744話「下町の女 その2」（1971年）
  - 第752話「父」（1971年）
  - 第764話「24才シリーズ 11」（1971年）
  - 第767話「さらば夏の日」（1971年）
  - 第778話「続・父」（1971年）
  - 第803話「ひとひらの雲」（1972年）
  - 第806話「あだこ」（1972年）
  - 第825話「下町の女 その5」（1972年）
  - 第845話「初蕾」（1973年）
  - 第848話「祇園花見小路」（1973年） - お夕 役
  - 第872話「秋の蛍」（1973年）
  - 第879話「放蕩一代息子」（1973年）
  - 第896話「冬の恋人」（1974年）
  - 第898話「おんなの家」（1974年） - 三女・桐子 役
  - 第900話「幼なじみ」（1974年）
  - 第928話「風は知っている」（1974年）
  - 第939話「おんなの家 その2」（1974年）
  - 第948話「台所のおと」（1975年）
  - 第963話「おんなの家 その3」（1975年）
  - 第972話「七月の青春」（1975年）
  - 第985話「おんなの家 その4」（1975年）
  - 第1010話「おんなの家 その5」（1976年）
  - 第1041話「おんなの家 その6」（1976年）
  - 第1044・1045話「家族」（1976年）
  - 第1069話「おんなの家 その7」（1977年）
  - 第1081話「一台のテレビ」（1977年）
  - 第1114話「おんなの家 その8」（1978年）
  - 第1118話「放蕩かっぽれ節」（1978年）
  - 第1126話「黒髪のあと」（1978年）
  - 第1129・1130話「若きいのちの日記」（1978年）
  - 第1165話「おんなの家 その9」（1979年）
  - 第1167話「婚前時代」（1979年）
  - 第1173話「愛という字」（1979年）
  - 第1193話「ぼくの妹に その6」（1979年）
  - 第1200話「女たちの忠臣蔵」（1979年）
  - 第1206話「おんなの家 その10」（1980年）
  - 第1212話「遺産」（1980年）
  - 第1235話「当節妻の条件」（1980年） - しげ 役
  - 第1246話「晴れた日に」（1980年）
  - 第1268話「おんなの家 その11」（1981年）
  - 第1287話「鼓の女」（1981年）
  - 第1312話「花は花」（1982年）
  - 第1319話「おんなの家 その12」（1982年）
  - 第1324話「夏に向って」（1982年）
  - 第1339話「つゆくさ・愛」（1982年8月22日） - 川本あや子 役
  - 第1364話「おふくろの味」（1983年）
  - 第1382話「ああ!長男長女」（1983年）
  - 第1400話「おんなの家 その13」（1983年）
  - 第1427話「危険な賭」（1984年）
  - 第1466話「おんなの家 その14」（1985年）
  - 第1483話「女のいろは坂」（1985年）
  - 第1505話「東京の秋（前編）家族ふたつ」（1985年） - 千場幾子 役
  - 第1506話「東京の秋（後編）愛、けれど-」（1985年） - 千場幾子 役
  - 第1516話「忘れ傘」（1986年）
  - 第1519話「みれん」（1986年）
  - 第1531話「優しい女房は殺人鬼」（1986年）
  - 第1534話「予約番号は?」（1986年）
  - 第1555話「優しい女房は殺人鬼 その2」（1986年）
  - 第1568話「芸者と第九交響曲」（1987年）
  - 第1657話「おんなの家 その15」（1988年）
  - 第1660話「南の家族」（1988年） - 千鶴 役
  - 第1675話「胡桃の部屋」（1989年） - 清子 役
  - 第1721話「クワタさんとマリ」（1990年） - 芳江 役
  - 第1730話「再婚しますか」（1990年）
  - 第1757話「ちょっといい母娘」（1990年）
  - 第1767話「新婚旅行」（1991年）
  - 第1826話「待って」（1992年）
  - 第1877話「おんなの家 その16」（1993年）
- ここに人あり（NHK総合）
  - 第25話「テスト・パイロット」（1957年）
  - 第31話「その夜の歌」（1957年）
  - 第84話「小さな灯」（1959年）
  - 第140話「黒い山の泉」（1960年）
- 民芸アワー / 春の雪（1958年、NTV）
- テレビ劇場（NHK総合）
  - 窓（1958年）
  - 相手のない対話（1960年）
  - 早春（1962年）
  - 我等は死者と共に（1962年）
- お好み日曜座（NHK総合）
  - 白い墓標の影に[22]（1958年） - 川路由紀 役
  - 母の初恋（1958年）
  - ちゃん（1959年）
- 夫婦百景（NTV）
  - 第26話「聖女房」（1958年）
  - 第113話「けんかと夫婦」（1960年）
- サンヨーテレビ劇場（KR）
  - 風と雲と（1958年）
  - にあんちゃん（1959年）
  - 集団就職（1961年）
- ダイヤル110番 第68話「死闘」（1958年、NTV）
- おかあさん（KR）
  - 第1シリーズ 第18話「母の作文」（1958年）
  - 第2シリーズ 
    - 第88話「姥捨」（1961年）
    - 第354話「あいつのおふくろ」（1966年）
- 母と子 第10話「ばら」（1959年、KR）
- 三行広告（CX）
  - 第4話「ピアノ売ります」（1959年）
  - 第19話「梅雨」（1959年）
- 東京0時刻（KR）
  - 電話が追ってくる（1959年）
  - 指名手配（1959年）
  - 被害者を探せ!（1959年）
  - 遭難（1959年）
- スリラー劇場・夜のプリズム 第14話「不幸を愉しむ会」（1959年、NTV）
- 東芝家族劇場 第12話「枯野」（1959年、NET）
- 雑草の歌（NTV）
  - 第63話「わが道は君とともに」（1959年）
  - 第130話「赤と緑」（1960年）
- ミステリー影（MBS）
  - 失われた恋の始末（1959年）
  - 五年目の殺人（1959年）
- コメディ・ドラマ / きょうも朗らか（1960年、NTV）
- 三菱ダイヤモンド劇場・直木賞シリーズ 第17話「終身未決囚」（1960年、CX）
- 日立劇場 第30話「帰郷」（1960年、KR）
- 現代人間模様 第61・62話「トラックの群れ 国道の人々」（1960年、NHK総合）
- 愛の劇場 第50話「あひる」（1960年、NTV）
- 東芝土曜劇場（CX）
  - 第81話「殺される男」（1960年）
  - 第148話「黄色い汗」（1962年）
- グリーン劇場 第2話「灰色に見える猫」（1960年、KR）
- 東レサンデーステージ（NTV）
  - 第15話「台風」（1960年）
  - 第45話「石庭」（1961年）
- これが真実だ 第37話「会津娘子軍」（1960年、CX） - 神保雪子 役
- 松本清張シリーズ・黒い断層（TBS）
  - 第25・26話「愛と空白の共謀」（1961年）
  - 第42話「火の記憶」（1961年）
- NECサンデー劇場 / 生きて愛して死んだ（1961年、NET）
- テレビ指定席 / プリムラの森（1961年、NHK総合）
- 日立ファミリーステージ / 冷えた茶（1962年、TBS）
- 文芸アワー / 或る女（1962年、NTV）
- 指名手配 第135・136話「兄弟」（1962年、NET）
- 結婚 第4話「けむり」（1962年、CX）
- 近鉄金曜劇場（TBS）
  - 雪子の生涯（1962年）
  - あやふやを愛す（1964年）
  - 息子の歌（1965年）
  - お前のとまり木（1966年）
  - 七歳の捕虜（1966年）
- 名作推理劇場 / 晩餐後の筋書（1962年、MBS）
- 黒の組曲 第41話「結婚式」（1963年、NHK総合） - 新田元子 役
- 七人の刑事（TBS）
  - 第81話「動機」（1963年）
  - 第309話「泣かない女」（1967年）
- 嫁ぐ日まで（CX）
  - 第17話「つゆ」（1963年）
  - 第33話「残夏」（1963年）
- シャープ月曜劇場 第25話「喪服の女」（1963年、CX） - 京子 役
- 判決（NET）
  - 第57話「幼きものの砦」（1963年） - 谷口美也子 役
  - 第71話「鎖の園」（1964年） - 里子 役
- NHK大河ドラマ（NHK総合）
  - 花の生涯（1963年） - おせい 役
  - 天と地と（1969年） - 定実の妻（姉） 役
  - 春の坂道（1971年） - 北政所 役
  - 風と雲と虹と（1976年） - 貴子の乳母 役
  - 江〜姫たちの戦国〜（2011年） - なか（大政所） 役
- 虹の設計（1964年、NHK総合）
- 風雪 / 炎の女（1964年、NHK総合） - 景山英 役
- NHK劇場 / 初雪（1965年、NHK総合）
- 木下惠介劇場 第6話「石の薔薇」（1965年、TBS）
- 木下恵介アワー / 記念樹（1966年、TBS） - 宮地たつ子 役
- シオノギテレビ劇場（CX）
  - 海外短編シリーズ・旅路（1967年）
  - 愛情について 第2話「驟雨」（1967年）
- 銀河ドラマ（NHK総合）
  - 朱鷺の墓（1970年）
  - ゼロの焦点（1971年） - 室田佐知子 役　※第8回ギャラクシー賞受賞
- ありがとう（1970年、1972年 - 1975年、TBS） - 鶴田清子、国枝美映子、中央方子、近松久仁子 役
- 赤ひげ（1972年、NHK総合）
- 川端康成名作シリーズ / 伊豆の踊り子（1973年、関西テレビ）
- 寿の日（1975年、TBS） - マダムきよみ 役
- 結婚前夜シリーズ 第6話「さよならインバネス」（1976年、TBS） - 村井泰子 役
- 太陽にほえろ! 第192話「2・8・5・6・3」（1976年3月19日、日本テレビ） - 滝田美也子（ゲスト出演） 役
- ほんとうに（1976年、TBS）
- 俺たちの朝 第42話「芸術の秋とチャンスとどうしてこうなるの？」（1977年、日本テレビ） - 東京美術大学講師・阿部あきこ 役
- 兄弟刑事（1977年 - 1978年、フジテレビ） - 葉山志津江 役
- 連続テレビ小説（NHK総合）
  - 水色の時（1975年）
  - おていちゃん（1978年）
- 悪女について（1978年、テレビ朝日）
- 松本清張シリーズ・虚飾の花園（1978年、NHK総合土曜ドラマ） - 村瀬妙子 役
- ああ、お父ちゃん（1978年10月1日・8日、関西テレビ） - 奈良井朝子 役
- 江戸の波濤（1979年、フジテレビ） - りよ 役
- 銀河テレビ小説（NHK総合）
  - ひとりごとの時代（1985年） - 小宮明子
- ドラマ人間模様（NHK総合）
  - ある少女の死（1980年） - 有平久子 役
- 御宿かわせみ 第2話「卯の花匂う」（1980年、NHK総合）
- 木曜ゴールデンドラマ（読売テレビ）
  - 死者と栄光への挽歌（1982年）
  - 死者をして語らしめよ!（1983年）
  - 復讐の歌がきこえる（1987年）
  - 他人家族III（1987年）
- 黒い雨・姪の結婚（1983年、日本テレビ） - 閑間シゲ子 役
- 火曜サスペンス劇場（日本テレビ）
  - 松本清張スペシャル・黒の回廊（1984年） - 江木奈岐子 役
  - 街の医者・神山治郎シリーズ（2001年 - 2005年） - 柳井英恵 役
- 雨ふりお月さん 私に日本語下さい（1984年10月27日、NHK総合） - 佐々木先生 役
- 太陽にほえろ!PART2（1986年 - 1987年、日本テレビ） - 篁朝子（七曲署捜査第一係長） 役
- 松本清張サスペンス 隠花の飾り 「遺墨」（1986年、KTV）
- 京都サスペンス 「マルゴォの杯」（1988年12月、KTV系・東映）
- 忠臣蔵・いのちの刻（1988年、TBS） - 梶川多加 役
- 裸の大将放浪記第34話「天からマリアが降ってきた～長崎編」（1989年、フジテレビ） - 礼子
- 凪の光景（1990年、テレビ朝日）
- 家族って（1990年、TBS）
- 花嫁（1991年、TBS）
- はぐれ刑事純情派（1999年） - 石橋葉子 役
- 居酒屋もへじシリーズ （2011年 - 2017年、TBS） - 由亀 役
- ドラマ特別企画 金子みすゞ物語〜みんなちがってみんないい〜（2012年、TBS） - 金子ウメ 役
- テレビ朝日開局55周年記念番組 松本清張ドラマスペシャル・三億円事件（2014年、テレビ朝日） - 武田ヨシコ 役
- 55歳からのハローライフ 最終話（2014年、NHK総合） - 吉沢明子 役
- 被爆70年特集ドラマ・赤レンガ（2015年、NHK広島） - 月子 役
- やすらぎの刻〜道（2019年） - 菊村あやの 役

### 舞台
- 女子寮記（1948年）寮生役※初舞台
- 山脈（1949年）
- かもめ（1950年）※ニーナ 役
- 煉瓦女工（1954年）※初主演
- しあわせな日々（1969年）※主演
- 放浪記（1981年）※日夏京子 役、出演：713回
- イルクーツク物語（1989年）
- グレイクリスマス（1992年）
- 根岸庵律女（1998年～）
- 浅草物語 （2004年～）
- ドライビング・ミス・デイジー（2005年）
- 喜劇の殿さん（2006年）※みやこ蝶々 役
- 坐漁荘の人びと（2007年）※片品つる 役
- 神戸北ホテル（2009年）※大関うらら 役
- 十二月 下宿屋『四丁目ハウス』（2010年）
- カミサマの恋（2011年）
- 満天の桜（2012年）
- 黒い雨－八月六日広島にて、矢須子－（2013年～）
- 八月の鯨（2013年）※リビー 役
- バウンティフルへの旅（2014年～）
- 二人だけの芝居（2016年）※クレア役
- LOVE LETTERS 〜31st Season Anniversary Special〜（2022年）※メリッサ 役[23]

### バラエティ
- 徹子の部屋（テレビ朝日）
- ビッグショー「石原裕次郎 あの青春の詩 - そして今も」（NHK総合、1975年9月7日）
- 桂文珍の演芸図鑑（NHK総合、2013年10月27日、11月3日）
- 松平健・高将の名言（BSジャパン、2017年3月5日）
- 爆報！THE フライデー（TBS 2019年6月28日）
- サワコの朝（MBS 2019年11月16日）
- 人生は三百六十五歩のマーチ（BSフジ 2020年3月7日）

### ドキュメンタリー
- ハイビジョン特集「役者 奈良岡朋子〜舞台の上の60年〜」（2011年12月3日、NHK総合）
- ドキュメンタリー「奈良岡朋子 〜俳優、75年の旅」（2023年4月29日、NHK総合）[24]

### ラジオ
- NECサンデー・ノクターン・奈良岡朋子 時のながれに（エフエム東京）

## 出演作品（声の出演）

### 劇場アニメ
- 崖の上のポニョ（2008年） - ヨシエ 役

### 吹き替え

#### 担当女優
アン・バンクロフト
- 愛と喝采の日々（エマ・ジャクリン）※機内上映版
- 卒業（ミセス・ロビンソン）※TBS版で思い出の復刻版ブルーレイに収録

ヴァネッサ・レッドグレイヴ
- ジュリア（ジュリア）※フジテレビ版
- ファニア歌いなさい（ファニア・フェネロン）※テレビ東京版

キャサリン・ヘプバーン
- 恋の旅路（ジェシカ・メドリコット）
- 招かれざる客（クリスティーナ・ドレイトン）※TBS版

ジャンヌ・モロー
- 愛人/ラマン（ナレーション）
- 恋人たち（ジャンヌ・トゥルニエ）
- ニキータ（アマンド）※日本テレビ版

ベティ・デイヴィス
- イヴの総て（マーゴ・チャニング）
- ふるえて眠れ（シャーロット・ホリス）

#### 映画
- カサンドラ・クロス（エレナ・ストラドナー〈イングリッド・チューリン〉）※日本テレビ版でブルーレイに収録
- 子鹿物語（オーリー・バクスター〈ジェーン・ワイマン〉）※日本テレビ版
- 死の勲章 -亡き息子にささげる母の鎮魂歌-（母〈キャロル・バーネット〉）
- ふたりのカリフォルニア（ジェーン・アロフシン〈ルイーズ・ラサー〉）
- もう子守歌はいらない（ネル・ハリントン〈ジョアン・ウッドワード〉）

#### ドラマ
- ルーツ（ビンタ〈シシリー・タイソン〉） ※テレビ朝日版

### ナレーション

#### テレビアニメ
- 野ばらのジュリー（1979年）
- 二十四の瞳（1980年、フジテレビ）

#### テレビドラマ
- 連続テレビ小説（NHK総合）
  - おしん（1983年 - 1984年）（最終話に顔出し出演）
  - おんなは度胸（1992年）
  - 春よ、来い（1994年 - 1995年）
- 花のこころ（1985年、TBS）
- NHK大河ドラマ（NHK総合）
  - いのち（1986年）
  - 春日局（1989年）
  - 篤姫（2008年）
- 忠臣蔵・女たち・愛（1987年、TBS）
- 櫂（1999年5月6日〜20日、NHK総合）[25]
- 百年の物語第1夜「大正編・愛と憎しみの嵐」（2000年、TBS）
- 忠臣蔵（2004年、テレビ朝日）
- 吉原炎上 （2007年、テレビ朝日）
- 南極大陸（2011年、TBS）

#### CM
- やずや

### ラジオドラマ
- 山から来た男（1950年、ラジオ東京）[26]
- FMシアター「四季を知る」（NHK-FM、2014年7月12日）

### 朗読
- NHK特集「遠野物語をゆく〜柳田國男の風景〜第1部、第2部」（2021年11月23日・11月30日、NHK総合）[27][28]
- 奈良岡朋子の戦争体験と朗読「黒い雨」（NHKラジオ第1、2014年8月15日）